# كوفنت غاردن (محطة مترو أنفاق لندن)
كوفنت غاردن (بالإنجليزية: Covent Garden)‏ هي إحدى محطات مترو أنفاق لندن. تقع على خط بيكاديلي أفتتحت في المنطقة (Zone) رقم 1 أفتتحت في 11 أبريل 1907.